# Кендіс Берген
Кендіс Патриція Берген (англ. Candice Patricia Bergen; нар. 9 травня 1946) — американська акторка, модель, фотографка, письменниця та продюсерка.

## Біографія

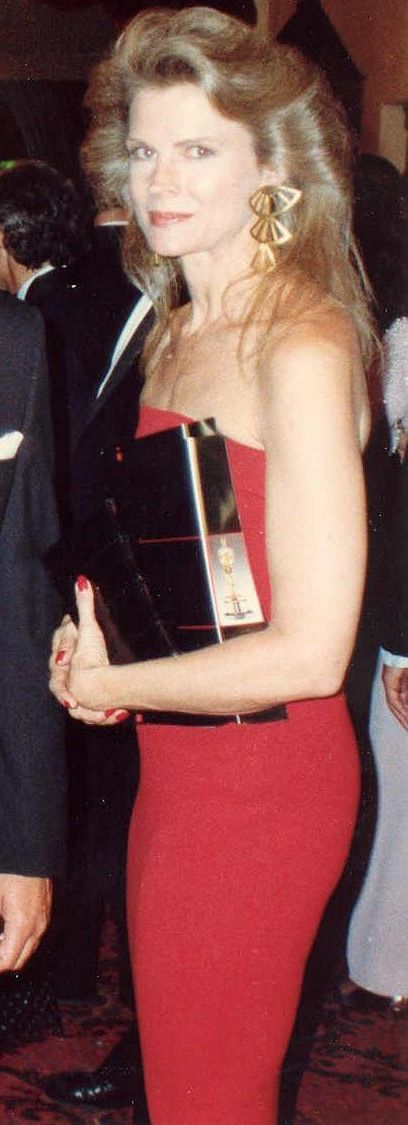
Берген на 60 церемонії вручення премії «Оскар» у квітні 1988 року.

Народилася у Беверлі-Гіллз, Каліфорнія. Мати, Френсіс Берген (до шлюбу Вестерман), була моделлю Джона Поверса, професійно відома як Френсіс Весткот. Батько, Едгар Берген, був вентрологістом, коміком та актором. Бабуся та дідусь по батьківській лінії були шведськими іммігрантами, що англіфікували своє прізвище, першопочатково Берґґрен (швед. Berggren).
27 вересня 1980 одружилася з французьким режисером Луї Малем. У 1985 народила дочку Хлою. У 1995 чоловік помер від злоякісної пухлини. Берген багато подорожувала, вільно розмовляє французькою. З 2000 року в шлюбі з нью-йоркським магнатом з нерухомості та філантропом Маршалом Розом.

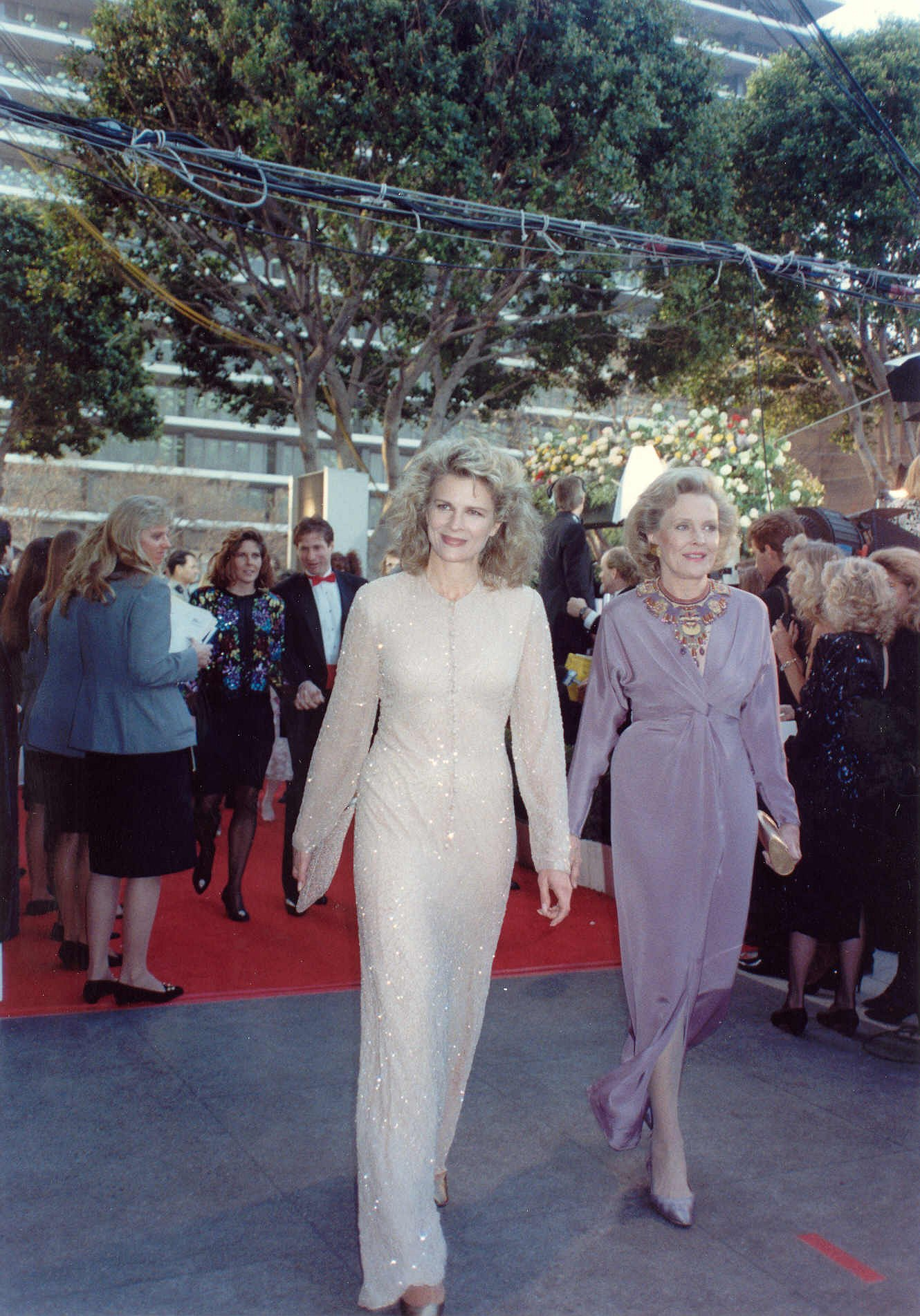
Кендіс Берген з матір'ю Френсіс Берген на 62 церемонії вручення премії «Оскар» у березні 1990

До акторської кар'єри працювала моделлю та з'являлась на обкладинках Vogue.
Виграла п'ять премій Еммі та два Золоті глобуси за головну роль у десяти сезонах в комедійному серіалі «Мерфі Браун» (1988—1998) від каналу CBS. Також втілила Ширлі Шмідт у драмі «Юристи Бостона» (2005–2008) від ABC. Номінована на «Оскар» за найкращу жіночу роль другого плану у комедійному фільмі Starting Over (1979 року), та на премію BAFTA за найкращу жіночу роль другого плану у фільмі Ганді (1982).

## Кар'єра
У 1966 Берген дебютувала роллю студентки університету у фільмі Група, який делікатно торкався забороненої тоді теми лесбійства. Того ж року виконала роль Ширлі Еккерт, асистентки шкільного вчителя у фільмі The Sand Pebbles (1966) зі Стівом Макквіном. Ця стрічка номінована на кілька премій Оскар. З'явилася у міні-серіалі 1985 року «Голлівудські дружини» (англ. Hollywood Wives). На додачу до акторської кар'єри, Берген писала статті, п'єсу та мемуари Knock Wood (1984), вивчала фотографію та працювала фотожурналісткою.
У січні 2005 Берген приєдналася до акторського складу телесеріалу «Юристи Бостона» у ролі Ширлі Шмідт, партнерки та засновниці юридичної фірми Crane, Pole & Schmidt. Вона виконувала цю роль протягом п'яти сезонів. В 2006 та 2008 за ці роботи її номіновували на премію Еммі за найкращу жіночу роль другого плану в драматичному телесеріалі.
Берген грала епізодичну роль матері Лізи Кадді у телесеріалі Доктор Хаус у 7 сезоні включно з епізодами «Більше ніж життя» та «Сімейна практика» 2011 року.

## Нагороди та перемоги
Еммі:
- Премія «Емми» за найкращу жіночу роль у комедійному серіалі: Murphy Brown (1989, 1990, 1992, 1994, 1995). 5 перемог.

Золотий глобус:
- Премія «Золотий глобус» за найкращу жіночу роль серіалу — Комеді/Мюзикл зв: Murphy Brown (1989, 1992) 2 перемоги.

Television Academy Hall of Fame:
- Призначена на посаду у 2010 році.

## Фільмографія

### Фільми
| Рік  | Назва                        | Роль                  | Нотатки |
| ---- | ---------------------------- | --------------------- | --- |
| 1966 | Група                        | Лакі Істлейк          | |
| 1966 | Піщана галька (Канонерка)    | Ширлі Еккерт          | |
| 1967 | Day the Fish Came Out        | Електра Браун         | |
| 1967 | Live for Life                | Кендіс                | |
| 1968 | The Magus                    | С'ю Енн Делі          | |
| 1970 | Getting Straight             | Jan                   | |
| 1970 | Солдат у синьому мундирі     | Cresta Maribel Lee    | |
| 1971 | Пізнання плоті               | С'юзан                | |
| 1971 | The Hunting Party            | Мелісса Руджер        | |
| 1971 | T.R. Baskin                  | Т. Р. Баскін          | |
| 1974 | 11 Harrowhouse               | Maren Shirell         | |
| 1975 | The Wind and the Lion        | Eden Pedecaris        | |
| 1975 | Bite the Bullet              | Міс Джонс             | |
| 1977 | The Domino Principle         | Еллі Такер            | |
| 1978 | A Night Full of Rain         | Ліззі                 | |
| 1978 | Oliver's Story               | Марсі Бонвіт          | |
| 1979 | Starting Over                | Джессіка Портер       | Номінація — Премія «Оскар» за найкращу жіночу роль другого плану. Номінація — Премія «Золотий глобус» за найкращу жіночу роль другого плану — Кінофільм. |
| 1981 | Rich and Famous              | Меррі Ноель Блейк     | |
| 1982 | Ганді                        | Margaret Bourke-White | |
| 1984 | 2010                         | SAL 9000              | Озвучення; у титрах зазначена як Ольга Малснерд |
| 1985 | Stick                        | Kyle McClaren         | |
| 2000 | Міс Конгеніальність          | Кеті Морнінгсайд      | |
| 2002 | Sweet Home Alabama           | Mayor Kate Hennings   | |
| 2003 | Вигляд зверху кращий         | Саллі Вестон          | |
| 2003 | The In-Laws                  | Джуді Тобіас          | |
| 2008 | Секс і місто                 | Enid Frick            | |
| 2008 | The Women                    | Кетрін Фрейзер        | |
| 2009 | Війна наречених              | Маріон Сент Клер      | |
| 2010 | The Romantics                | Augusta Hayes         | |
| 2014 | A Merry Friggin' Christmas   | Донна Мічлер          | |
| 2016 | Правила не застосовуються    | Надін Генлі           | |
| 2017 | Історії сім'ї Мейровіц       | Джулія                | |
| 2017 | Знову вдома                  | Ліліан Стюарт         | |
| 2018 | Книжковий клуб               | Шерон Маєрс           | |
| 2020 | Нехай говорять               | Роберта               | |
| 2023 | Книжковий клуб: Новий розділ | Шерон Маєрс           | |

### Телебачення
| Рік       | Назва                             | Роль                  | Нотатки |
| --------- | --------------------------------- | --------------------- | --- |
| 1967      | Coronet Blue                      | Enid Toler            | Епізод: «The Rebels» |
| 1969      | The Kraft Music Hall              | Різноманітні ролі     | Епізод: «The Woody Allen Special» |
| 1975–2013 | Суботнього вечора у прямому ефірі | Грає саму себе        | 6 епізодів |
| 1976      | Маппет-шоу                        | Грає саму себе        | Епізод: «Кендіс Берген» |
| 1985      | Hollywood Wives                   | Elaine Conti          | 2 епізоди |
| 1985      | Arthur the King                   | Моргана               | Телевізійний фільм |
| 1985      | Murder: By Reason of Insanity     | Ewa Berwid            | Телевізійний фільм |
| 1987      | Trying Times                      | Барбара               | Епізод: «Moving Day» |
| 1987      | Mayflower Madam                   | Sydney Biddle Barrows | Телевізійний фільм |
| 1988–1998 | Мерфі Браун                       | Мерфі Браун           | 247 епізодів Номінація — Премія «Золотий глобус» за найкращу жіночу роль серіалу — комедія або мюзикл (1989, 1992) Номінація — Премія «Еммі» за найкращу жіночу роль в комедійному телесеріалі (1989–90, 1992, 1994–95) Номінація — Премія «Золотий глобус» за найкращу жіночу роль серіалу — комедія або мюзикл (1990–91, 1993–96) Номінація — Премія «Еммі» за найкращу жіночу роль в комедійному телесеріалі (1991, 1993) Номінація — Премія Гільдії кіноакторів США за найкращий акторський склад в комедійному серіалі Номінація — Премія Гільдії кіноакторів США за найкращу жіночу роль в комедійному телесеріалі (1995–96)                    |
| 1992      | Сайнфелд                          | Мерфі Браун           | Епізод: «The Keys» |
| 1994–1995 | Understanding                     | Narrator              | 4 епізоди |
| 1996      | Мері і Тім                        | Мері Гортон           | Телевізійний фільм |
| 1997      | Ink                               | Мерфі Браун           | Епізод: «Murphy's Law» |
| 2000      | Сім'янин                          | Gloria Ironbox        | 2 епізоди |
| 2002–2004 | Секс і Місто                      | Enid Frick            | 3 епізоди |
| 2003      | Footsteps                         | Дейзі Ловендаль       | Телевізійний фільм |
| 2004      | Закон і порядок                   | Judge Amanda Anderlee | Епізод: «The Brotherhood» |
| 2004      | Will & Grace                      | Грає саму себе        | Епізод: «Strangers with Candice» |
| 2005      | Law & Order: Trial by Jury        | Judge Amanda Anderlee | 3 епізоди |
| 2005–2008 | «Юристи Бостона»                  | Ширлі Шмідт           | 84 епізоди Номінація — Премія «Золотий глобус» за найкращу жіночу роль другого плану — міні-серіал, телесеріал або телефільм Номінація — Премія «Еммі» за найкращу жіночу роль другого плану в драматичному телесеріалі (2006, 2008) Номінація — Премія «Супутник» за найкращу жіночу роль другого плану в міні-серіалі, телесеріалі або телефільмі Номінація — Премія Гільдії кіноакторів США за найкращий акторський склад в комедійному серіалі Номінація — Премія Гільдії кіноакторів США за найкращий акторський склад в драматичному серіалі (2007–09) Номінація — Премія Гільдії кіноакторів США за найкращу жіночу роль у комедійному серіалі |
| 2011      | Доктор Хаус                       | Арлен Кадді           | 3 епізоди |
| 2013      | Шоу Майкла Джей Фокса             | Мама Майка            | Епізод: «День подяки» |
| 2014      | Beautiful & Twisted               | Bernice Novack        | Телевізійний фільм |
| 2015      | Battle Creek                      | Констанс              | Епізод: «Mama's Boy» |
| 2016      | Кінь БоДжек                       | The Closer (голос)    | Епізод: «Stop the Presses» |